# Ian McElhinney
Ian McElhinney, född 19 augusti 1948 i Belfast i Nordirland, är en brittisk skådespelare.

## Rollista i urval
- 1990 – Den lilafärgade bussen
- 1996 – Small Faces
- 1996 – Hamlet
- 1998–2003 – Hornblowers äventyr (TV-serie)
- 2003 – Kalla fötter (TV-serie)
- 2005 – Coronation Street (TV-serie)
- 2007 – The Tudors (TV-serie)
- 2009 – Vittne till ett krig
- 2010 – Skottår
- 2011–2015 – Game of Thrones (TV-serie)
- 2012 – Titanic: Blood and Steel (TV-serie)
- 2013–2014 – The Fall (TV-serie)
- 2016 – Rogue One: A Star Wars Story
- 2018–2022 – Derry Girls (TV-serie)
- 2020 – Doctor Who (TV-serie)
- 2020–2022 – The Split (TV-serie)
- 2021–2024 – The Outlaws (TV-serie)
- 2023 – The Boys in the Boat